# Viñas (Betanzos)
Viñas (llamada oficialmente San Pedro das Viñas) es una parroquia es una parroquia española del municipio de Betanzos, en la provincia de La Coruña, Galicia.

## Otras denominaciones
La parroquia también es conocida por el nombre de San Pedro de Viñas.

## Entidades de población
Entidades de población que forman parte de la parroquia:
- Abelares (As Abelares)
- Angustia (As Angustias)
- Cepiño (O Cepiño)
- Illobre
- Vista Alegre

## Demografía
| Gráfica de evolución demográfica de Viñas entre 2000 y 2018 |
|                                                             |
| Datos según el nomenclátor publicado por el INE.            |